# Kékesfüred
Kékesfüred (ukránul: Синяк [Szinyák]) falu Ukrajnában, Kárpátalján, a Munkácsi járásban.

## Fekvése
A Kéklő-hegységben (Szinyák), 450 méteres tengerszint fölötti magasságban fekvő település. A közelében ered és átfolyik rajta a Matejkova.

## Története
A településről először a 18. században történt említés, amikor a Szinyák folyó medencéjében megbúvó falucska gyógyvizéről írtak;  melyben megemlítették, hogy annak kékes árnyalatáról kapta a Szinyák nevet. A hagyomány szerint a gyógyvizet a helyi pásztorok fedezték fel, mikor rájöttek, hogy a kékesfüredi víz közelében legelésző nyáj sosem betegedett meg, majd a pásztorok saját magukon is kipróbálva a vizet, felfedezték, hogy az rájuk is gyógyító hatással bír. A csodálatos hatású víz hírére messzi tájakról is kezdtek idelátogatni a gyógyulni vágyók.
1936-ban a közelben élő Schönborn gróf családja is felfedezte a fürdőhelyet, majd 1939-ben már egy zuhanyzásra szolgáló helyiséget is létrehoztak a településen. Később szállodák és szanatóriumok épültek a faluban és felvonót és lesiklópályát is létrehoztak a településen.
A trianoni békeszerződés  előtt Bereg vármegye Szolyvai járásához tartozott.
1910-ben 162 lakosából 9 magyar, 146 német és 5 ruszin volt. Ebből 156 római katolikus, 4 görögkatolikus volt.

## Galéria

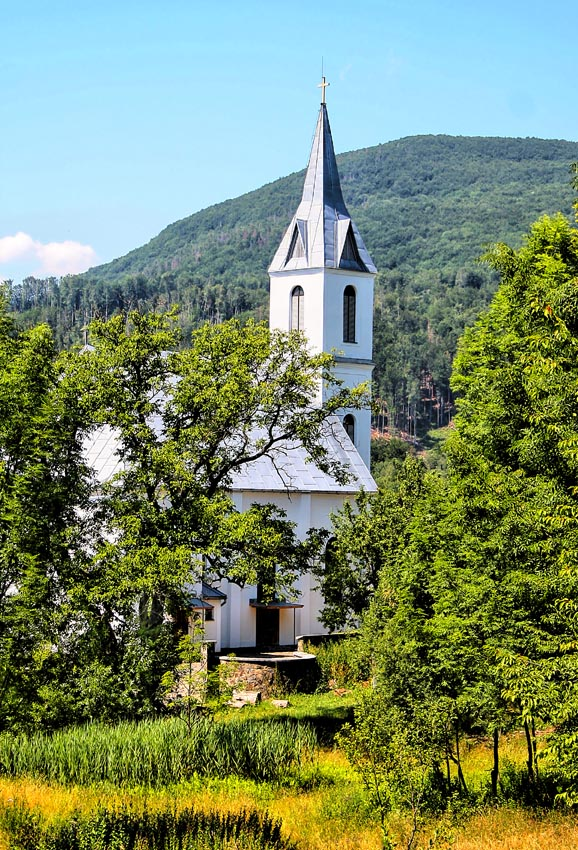
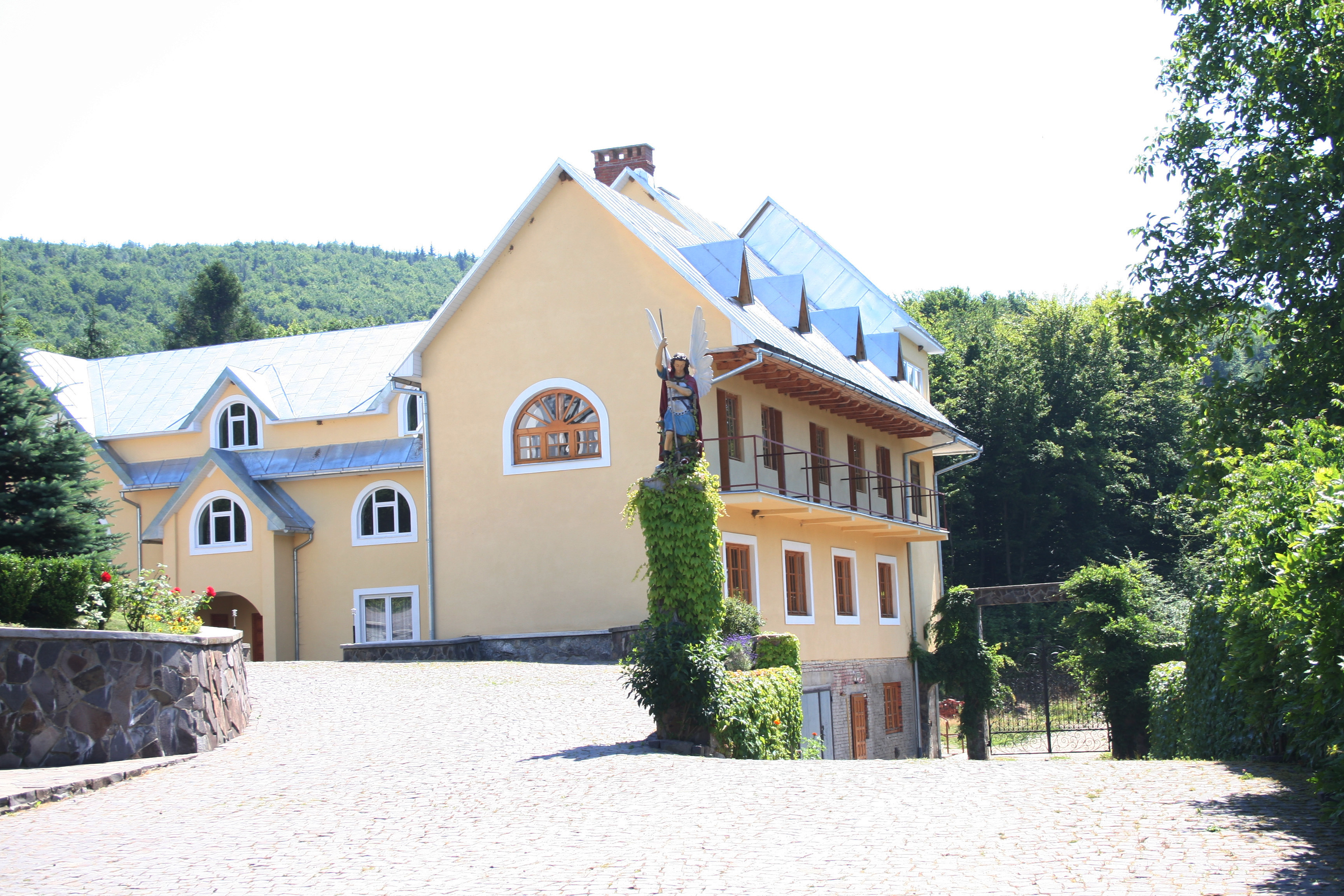
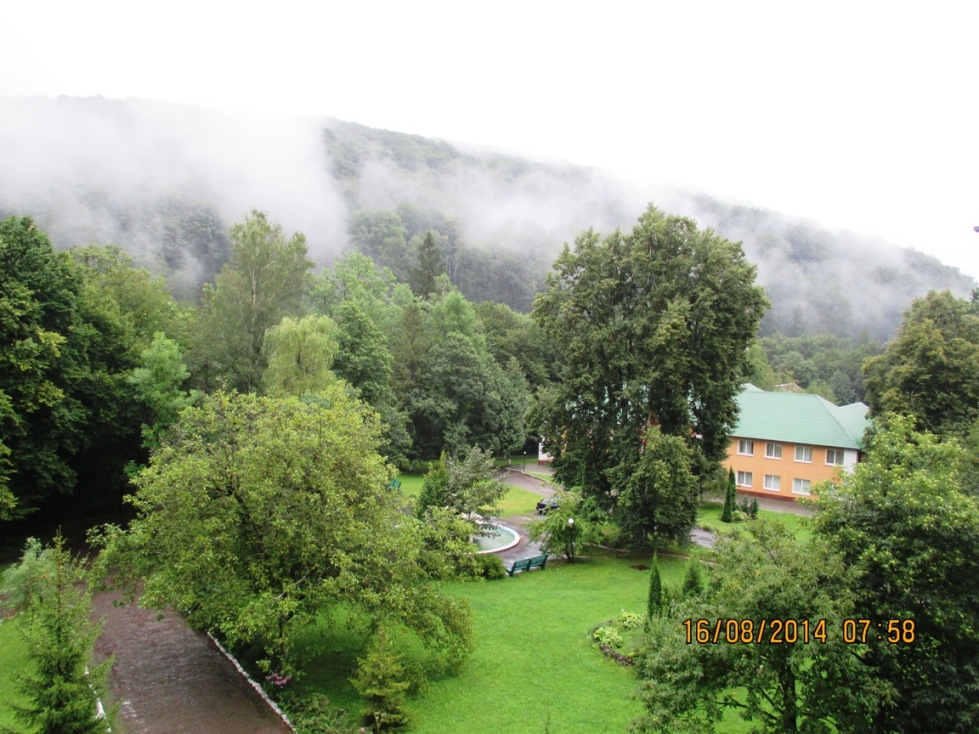
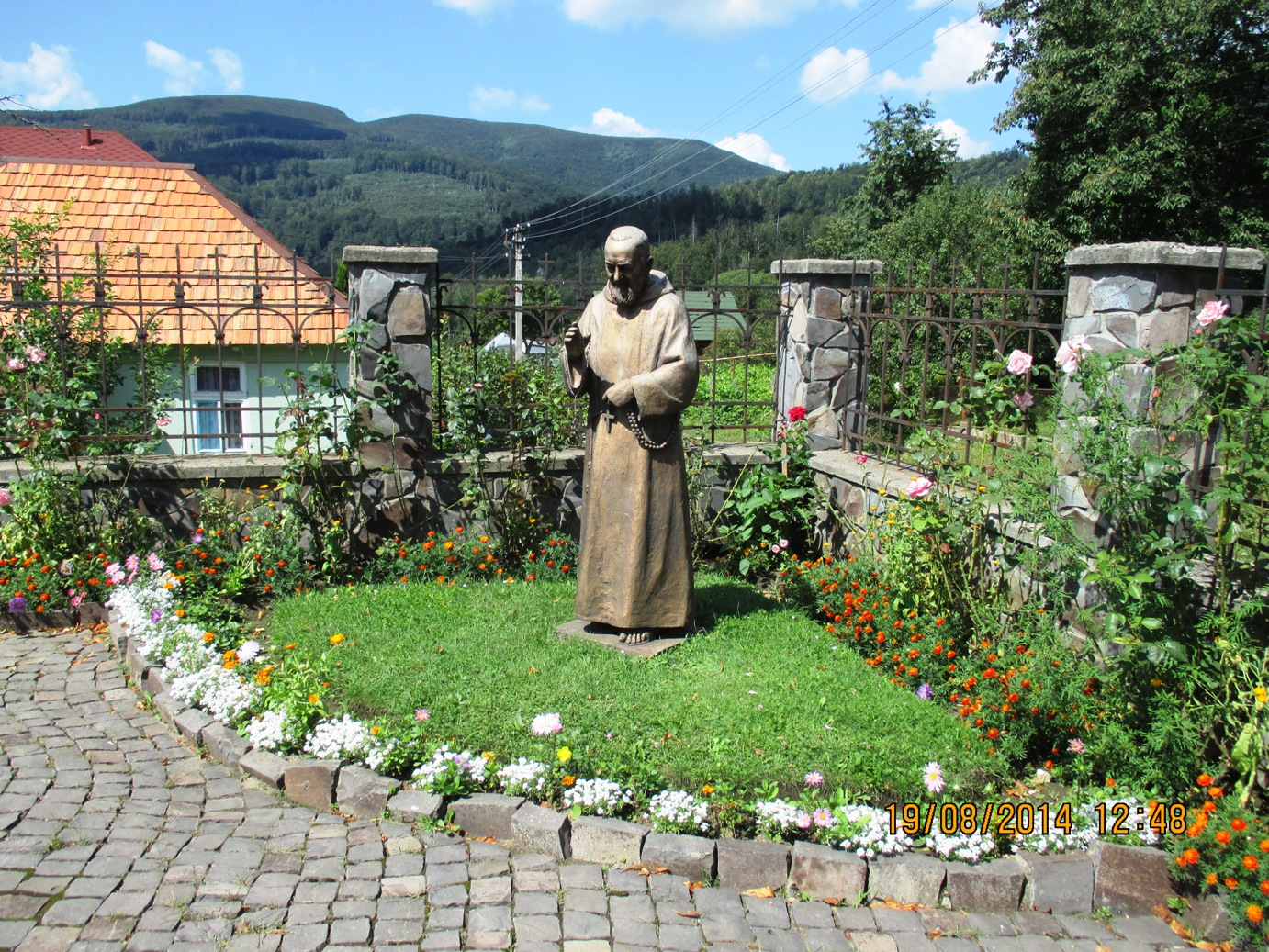